# Liste politischer Parteien in Kanada
Dieser Artikel listet politische Parteien in Kanada auf, sowohl auf Bundesebene als auch in den einzelnen Provinzen und Territorien. Im Gegensatz zu den politischen Systemen zahlreicher anderer Länder sind die kanadischen Parteien auf Bundesebene oft nur sehr lose mit Parteien auf Provinzebene verbunden, trotz ähnlicher Namen und politischer Ausrichtung.

## Bundesebene
Aktuell im kanadischen Parlament vertreten:
- Bloc Québécois: sozialdemokratische und separatistische Partei in Québec
- Konservative Partei Kanadas (Conservative Party of Canada, Parti conservateur du Canada): konservativ
- Grüne Partei Kanadas (Green Party of Canada, Parti vert du Canada): grün
- Liberale Partei Kanadas (Liberal Party of Canada, Parti libéral du Canada): liberal, zentristisch, stellt die aktuelle Regierung
- Neue Demokratische Partei (New Democratic Party, Nouveau Parti démocratique): sozialdemokratisch

Sonstige Parteien:
- Pirate Party of Canada
- Kommunistische Partei Kanadas
- Libertäre Partei Kanadas

Historische Parteien:
- Anti-Confederation Party
- Bloc populaire
- Confederation Party
- Co-operative Commonwealth Federation
- Kanadische Allianz
- Labour Party
- Liberal-konservative Partei
- New Democracy
- Parti Rhinocéros
- Patrons of Industry
- Progressiv-konservative Partei Kanadas
- Progressive Partei Kanadas
- Ralliement créditiste
- Reformpartei Kanadas
- Social Credit Party of Canada
- Unionistische Partei
- United Farmers

## Provinzen und Territorien
Berücksichtigt sind nur Parteien, die in den jeweiligen Parlamenten vertreten sind oder waren.

### Alberta
- Alberta Advantage Party
- Alberta Liberal Party
- Alberta New Democratic Party
- Alberta Party
- United Conservative Party

### British Columbia
- British Columbia Green Party
- British Columbia New Democratic Party
- British Columbia Social Credit Party
- British Columbia United
- Conservative Party of British Columbia

### Manitoba
- Manitoba Liberal Party
- New Democratic Party of Manitoba
- Progressive Conservative Party of Manitoba

### Neufundland und Labrador
- Liberal Party of Newfoundland and Labrador
- New Democratic Party of Newfoundland and Labrador
- Progressive Conservative Party of Newfoundland and Labrador

### New Brunswick
- Green Party of New Brunswick/Parti vert du Nouveau-Brunswick
- New Brunswick Liberal Association/Association libérale du Nouveau-Brunswick
- New Brunswick New Democratic Party/Nouveau Parti démocratique du Nouveau-Brunswick
- People’s Alliance of New Brunswick/Alliance des gens du Nouveau-Brunswick
- Progressive Conservative Party of New Brunswick/Parti progressiste-conservateur du Nouveau-Brunswick

### Nordwest-Territorien
keine offiziellen Parteien

### Nova Scotia
- Nova Scotia Liberal Party
- Nova Scotia New Democratic Party
- Progressive Conservative Association of Nova Scotia

### Nunavut
keine offiziellen Parteien

### Ontario
- Green Party of Ontario/Parti vert de l'Ontario
- Kommunistische Partei Kanadas (Ontario)
- New Democratic Party of Ontario/Nouveau Parti démocratique de l'Ontario
- Ontario Liberal Party/Parti libéral de l'Ontario
- Progressive Conservative Party of Ontario/Parti progressiste-conservateur de l'Ontario

### Prince Edward Island
- Green Party of Prince Edward Island
- Prince Edward Island Liberal Party
- Prince Edward Island New Democratic Party
- Prince Edward Island Progressive Conservative Party

### Québec
- Coalition avenir Québec
- Parti libéral du Québec/Quebec Liberal Party
- Parti québécois
- Québec solidaire

### Saskatchewan
- Kommunistische Partei Kanadas (Saskatchewan)
- Progressive Conservative Party of Saskatchewan
- Saskatchewan New Democratic Party
- Saskatchewan Party
- Saskatchewan Progress Party

### Yukon
- Yukon Liberal Party
- Yukon New Democratic Party
- Yukon Party